# Ulrich Druwe
Ulrich Druwe (* 26. Juni 1955 in Duisburg) ist ein deutscher Politikwissenschaftler und Hochschullehrer.

## Leben
Druwe studierte an der Ludwig-Maximilians-Universität München ein Doppelstudium in Politikwissenschaft und Wissenschaftstheorie sowie in den Nebenfächern Öffentliches Recht, Volkswirtschaftslehre, Soziologie und Psychologie. Dort erfolgte 1983 seine Promotion zum Dr. phil. mit der Arbeit Wissenschaftliche Entwicklung und wissenschaftlicher Fortschritt in den Erfahrungswissenschaften. Anschließend war er als wissenschaftlicher Mitarbeiter und später wissenschaftlicher Assistent und Hochschuldozent an den Universitäten München und Stuttgart sowie an der Wayne State University tätig. Seine Habilitation erfolgte 1990 an der Universität Augsburg mit der Arbeit Moralische Pluralität – Grundlegung einer Analytischen Ethik in der Politik.
Druwe folgte 1995 einem Ruf auf die Professur für Politikwissenschaft an die Universität Mainz. Dort wurde er zudem Leiter der Abteilung Politische Theorie, 1997 außerdem Dekan des Fachbereichs Sozialwissenschaften, 1998 dann Vizepräsident für Studium und Lehre. 2002 wechselte Druwe als Vizerektor für Lehre, Studium und Weiterbildung an die Universität Basel.
Seit 2008 bis zum Eintritt in den Ruhestand zum Ende des Wintersemesters 2021/22 im April 2022 war Druwe Rektor der Pädagogischen Hochschule Freiburg.

## Forschungsschwerpunkte
Druwe beschäftigt sich mit moderner Politischer Theorie, Politischer Ideengeschichte und Analytischer Politischer Philosophie sowie mit Wissenschaftstheorie der Politikwissenschaft.

## Publikationen (Auswahl)
- Theoriendynamik und wissenschaftlicher Fortschritt in den Erfahrungswissenschaften: Evolution und Struktur politischer Theorien. Freiburg im Breisgau 1985: Alber. ISBN 3-495-47590-7
- Moralische Pluralität: Grundlegung einer analytischen Ethik der Politik. Würzburg 1991: Königshausen und Neumann. ISBN 3-88479-630-5
- Studienführer Politikwissenschaft. München 1992 (2. Auflage 1994): Ars Una. ISBN 3-89391-751-9
- Politische Theorie. Neuried 1995: Ars Una. ISBN 3-89391-756-X